# Shades (Keith Jarrett)
Shades è un album in studio del musicista statunitense Keith Jarrett, pubblicato nel 1976.

## Tracce
1. Shades of Jazz - 9:54
2. Southern Smiles - 7:52
3. Rose Petals - 8:56
4. Diatribe - 7:04

## Formazione
- Keith Jarrett - piano, percussioni
- Dewey Redman - sassofono tenore, maracas, tamburello
- Charlie Haden - basso
- Paul Motian - batteria, percussioni
- Guilherme Franco - percussioni